# 120 (film)
120 – turecki film wojenny z 2008 roku w reżyserii Murata Saraçoglu i Özhana Erena.

## Opis fabuły
Akcja filmu rozgrywa się w czasie bitwy pod Sarikamiş, którą stoczyli Turcy i Rosjanie na przełomie 1914/1915. Tytułowa 120 to grupa chłopców, którzy decydują się dostarczyć amunicję oddziałom tureckim.

## Główne role
- Özge Özberk jako Münire
- Cansel Elçin jakoSüleyman
- Burak Sergen jako Sermet Bey
- Demir Karahan jako Kamil Pasa
- Yasar Abravaya jako Sait